# Mauro Libè
Mauro Libè (Fiorenzuola d'Arda, 19 ottobre 1961) è un politico italiano.

## Biografia

### Attività politica
Già senatore della XV Legislatura, alle elezioni politiche del 2008 viene eletto deputato della XVI legislatura della Repubblica Italiana nella circoscrizione XI Emilia-Romagna per l'UDC.
Nel 2009 si candida a Presidente della provincia di Parma con l'UDC, ma ottiene il 4,2% dei voti.
Alle elezioni politiche del 2013 è nuovamente candidato al Senato della Repubblica, nella lista Con Monti per l'Italia in Emilia-Romagna, risultando il primo dei non eletti.
Dal 2014 al 2018 è stato Consigliere del Ministro dell'Ambiente Gianluca Galletti.
Nel 2016 abbandona l'UDC e aderisce ai Centristi per l'Europa.